# Sinde (freguesia)
Sinde é uma povoação portuguesa do Município de Tábua que foi sede da extinta Freguesia de Sinde, freguesia que tinha 14,06 km² de área e 373 habitantes (2011), e, por isso, uma densidade populacional de 26,5 hab./km².
Em 2013, no âmbito da reforma administrativa, a Freguesia de Sinde foi agregada à Freguesia de Espariz, criando-se a União de Freguesias de Espariz e Sinde.
Sinde foi vila e sede de concelho com foral de 1514. Este era constituído apenas pela freguesia da sede e foi suprimido no início do século XIX. 

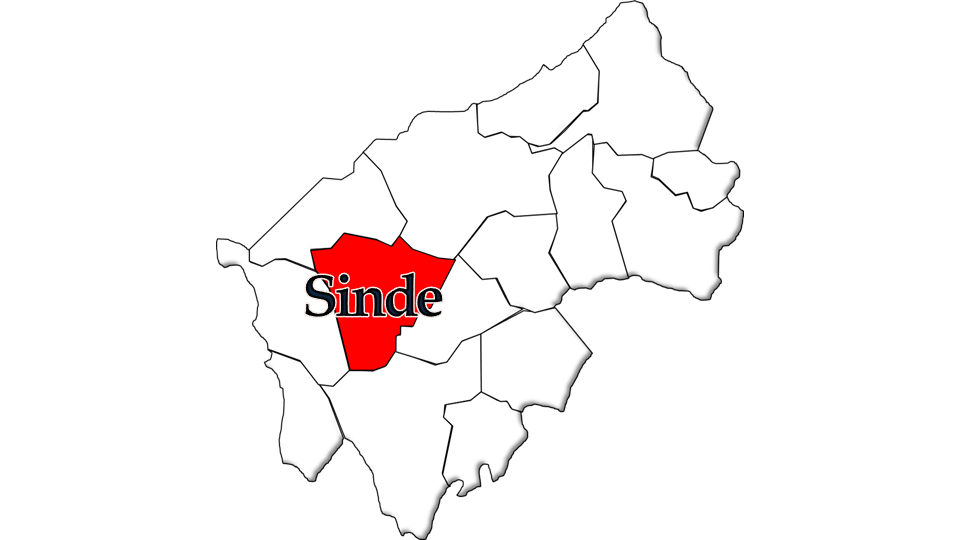
Localização no Município de Tábua

## População

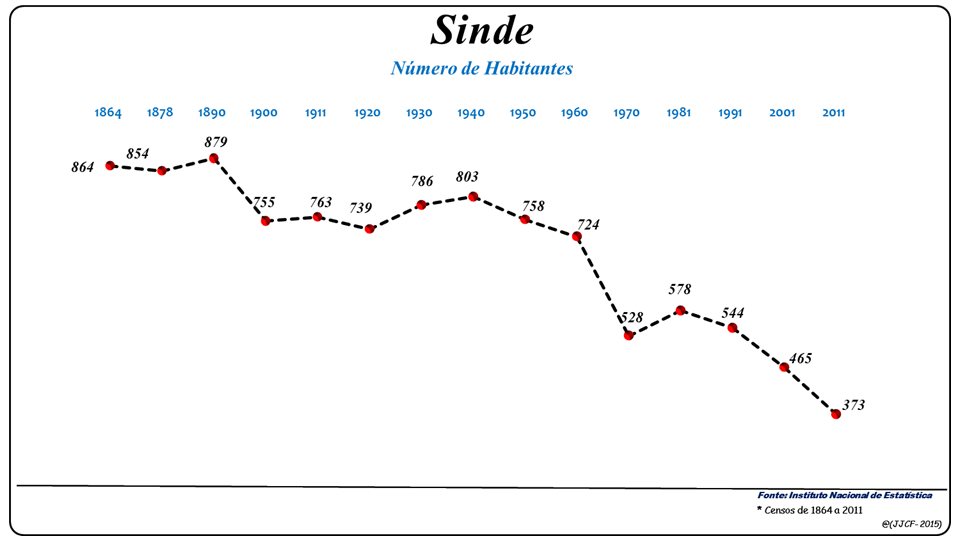
Evolução da População (1864 / 2011)

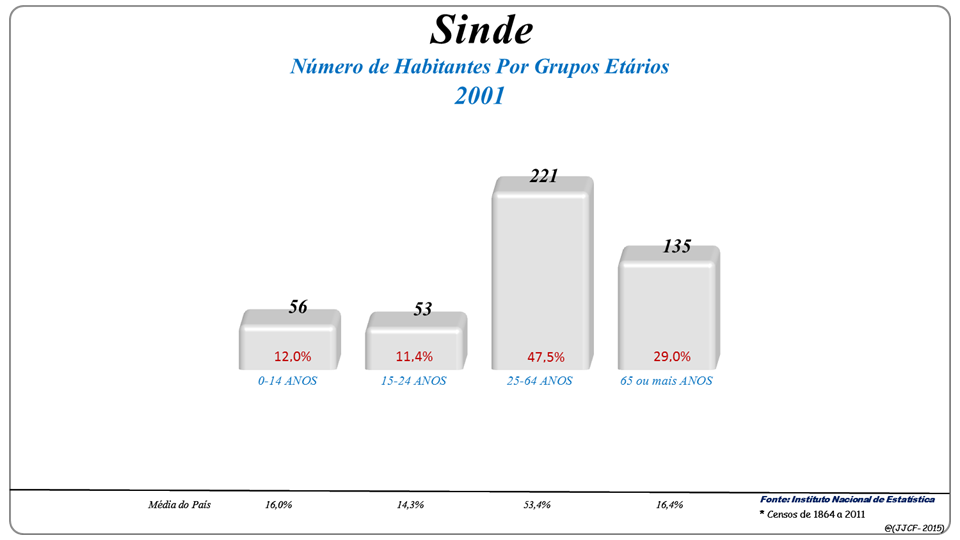
Grupos Etários (2001 e 2011)

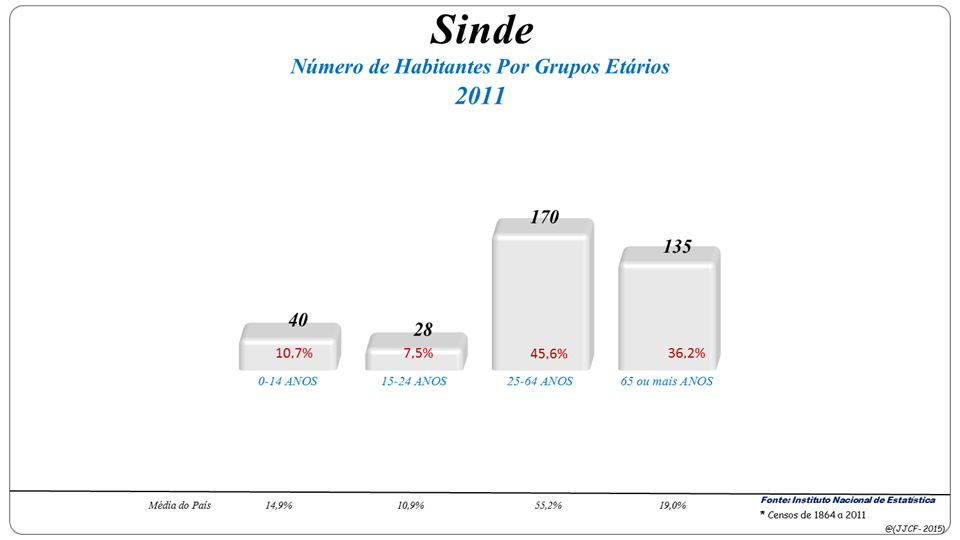
Grupos Etários (2001 e 2011)

| População da freguesia de Sinde | População da freguesia de Sinde | População da freguesia de Sinde | População da freguesia de Sinde | População da freguesia de Sinde | População da freguesia de Sinde | População da freguesia de Sinde | População da freguesia de Sinde | População da freguesia de Sinde | População da freguesia de Sinde | População da freguesia de Sinde | População da freguesia de Sinde | População da freguesia de Sinde | População da freguesia de Sinde | População da freguesia de Sinde |
| ------------------------------- | ------------------------------- | ------------------------------- | ------------------------------- | ------------------------------- | ------------------------------- | ------------------------------- | ------------------------------- | ------------------------------- | ------------------------------- | ------------------------------- | ------------------------------- | ------------------------------- | ------------------------------- | ------------------------------- |
| 1864                            | 1878                            | 1890                            | 1900                            | 1911                            | 1920                            | 1930                            | 1940                            | 1950                            | 1960                            | 1970                            | 1981                            | 1991                            | 2001                            | 2011                            |
| 864                             | 854                             | 879                             | 755                             | 763                             | 739                             | 786                             | 803                             | 758                             | 724                             | 528                             | 578                             | 544                             | 465                             | 373                             |

## Património
- Igreja de Nossa Senhora da Conceição (matriz)
- Duas Capelas de Santo Antão e uma de S. Sebastião
- Cruzeiro
- Casa Maia
- Quinta Lameira (e capela)
- Ruínas da Capela da Senhora do Rosário